# Ландертингер, Фриц
Фриц Ландертингер (26 февраля 1914 года — 18 января 1943 года) — бывший австрийской каноист. Принимал участие в соревнованиях по гребле на байдарках и каноэ в конце 1930-х годов. Участник Олимпийских игр 1936 в Берлине.
Представлял спортивный клуб Steiner Ruder-Club, Krems an der Donau (Австрия).

## Спортивные достижения
На летних Олимпийских играх 1936 в Берлине Фриц Ландертингер завоевал серебряную медаль в дисциплине К-1 на дистанции 10000 метров.
Погиб во время Второй мировой войны — 18 января 1943 года в Шлиссельбурге под Ленинградом.